# متنزه فلمور جلين الحكومي
تبلغ مساحة متنزه فيلمور جلين ستيت 941 أكر (3.81 كـم2) متنزه الولاية يقع في منطقة فينقر لاكس في نيويورك بجوار قرية روفيا في مقاطعة كايوجا.

## وصف المتنزه
مناطق الجذب الرئيسية في المتنزه هي مسارات المشي لمسافات طويلة مع إطلالات على خمس شلالات ونهر جاري، بالإضافة إلى بركة السباحة التي تم إنشاؤها عن طريق سد الجدول. كما تحتوي على نسخة طبق الأصل من المقصورة الخشبية الخاصة بالطفولة للرئيس ميلارد فيلمور ، حيث تبعد الحديقة حوالي 5 ميل (8 كـم) من مسقط رأس الرئيس السابق.
يوفر المتنزه امكانيه السباحة وطاولات النزهة والأجنحة والكابينات ومخيمًا به 60 موقعًا للخيام والمقطورات والصيد وصيد الأسماك والمشي لمسافات طويلة وملعبًا وركوب الدراجات على الجليد والتزلج الريفي على الثلج.

## روابط خارجية
- New York State Parks: Fillmore Glen State Park
- Fillmore Glen State Park trail map